# 3133 Sendai
Sendai (asteróide 3133) é um asteróide da cintura principal, a 1,8312219 UA. Possui uma excentricidade de 0,1602812 e um período orbital de 1 176,25 dias (3,22 anos).
Sendai tem uma velocidade orbital média de 20,16922455 km/s e uma inclinação de 6,56527º.
Este asteróide foi descoberto em 4 de Outubro de 1907 por August Kopff.